# عبد الله أحمد عبد الله
عبد الله أحمد عبد الله (10 أكتوبر 1919 - 18 ديسمبر 1996)، كاتب ومؤرخ فني مصري. ولد بحي باب الشعرية بالقاهرة، وكان يوقع مقالاته باسم «ميكي ماوس». اعتاد على تقديم برنامج تلفزيوني أسبوعي يسمى «نجوم لها تاريخ» يتحدث فيه عن قصص الفنانين المصريين.

## النشأة
مواليد عام 1919 بحي باب الشعرية بالقاهرة، وبدأ حياته متحمسا للفن السينمائي، حيث عمل في النشاط الفني المدرسي، ودعا وهو طالب بالمرحلة الثانوية إلى عقد أول مؤتمر سينمائي مصري في عام 1936، وكان عمره لم يتجاوز السابعة عشرة، وانتخب سكرتيرا عاما لذلك المؤتمر.

## العمل الصحفي
ترك الدراسة لكي يعمل بالصحافة والسينما، وفي عام 1938 أطلق عليه لقب (ميكي ماوس) حيث كان يعمل في جريدة تسمى (الحديقة والمنزل). وقدم له إسماعيل كامل رسما كاريكاتيريا لميكي ماوس منشورا في مجلة «لايف» الفرنسية، وطلب منه كتابة زجل عنه، وعندما كتبه اقترح عليه أن يوقع باسم ميكي ماوس، واستمر يحمل هذا اللقب حتى وفاته. شغل عدة مناصب حيث عمل في الأربعينات محررا في (13) مجلة في وقت واحد، وعمل سكرتير تحرير (الشعلة)، وسكرتير تحرير مجلة (روز اليوسف)، وسكرتير تحرير مجلة (السياسة الأسبوعية)، ورئيس تحرير مجلة (البعكوكة).

### الإخراج وكتابة السيناريو
عمل مساعدا للإخراج السينمائي، وكتب سيناريو العديد من الأفلام منها: (نور العيون - حلوة وكدابة - أبو الدهب وغيرها).

### الإذاعة
في مجال الإذاعة قدم العديد من البرامج في بدايتها وله أوبريت إذاعي باسم «آدم وحواء».

## التلفزيون
كتب أول أوبريت للتليفزيون عام 1960، وأذيع في أول يوم للإرسال التليفزيوني، وكتب عدة أغنيات منها (أحن إليك في سكون الليل - مجمع الأحباب - وغيرها)
- أصدر 30 كتابا عن نجوم الفن وحياتهم والصحافة الفنية وآخر كتبه «تحية كاريوكا الفنانة الأسطورة»
- أول من أدخل فكرة حملات التسويق التجاري للفيلم المصري، ويعتبر عبد الله أحمد عبد الله أحد خمسة مؤسسين لجمعية المؤلفين والملحنين المصريين والتي صار رئيسا لها عامي 1956، 1957
- يرجع إليه الفضل في اكتشاف «أنيس عبيد» مترجم الأفلام، وآخر أعماله تسجيل 30 حلقة عن الحياة الفنية بالقناة الثالثة للتليفزيون.

## التأليف
ألف عدة كتب:
- الصحافة الفكاهية، القاهرة: الهيئة المصرية العامة للكتاب 1983
- اضحك يضحك لك العالم
- 50 سنة فكاهة
- حكايات ميكي ماوس
- ألوان من الضحك
- 60 سنة سينما
- عالم النجوم وذكريات ميكي ماوس
- رادار في الوسط الفني من حكايات ميكي ماوس

## جوائز
نال جائزة من إذاعة لندن العربية عام 1941، كما نال جائزة الدولة لرواد السينما، وجائزة النقاد السينمائية، وجائزة جمعية أصدقاء وفناني الشاشة الصغيرة.

## وفاته
توفي في 18/12/1998.